# Championnat d'Espagne de football 1969-1970
Navigation
Primera División 1968-69 Primera División 1970-71
Le championnat d'Espagne de football 1969-1970 est la 39e édition du championnat. Elle est remportée par l'Atlético Madrid. Organisée par la Fédération espagnole de football, elle se dispute du 13 septembre 1969 au 19 avril 1970.
Le club madrilène l'emporte avec un point d'avance sur le deuxième, l'Atlético Bilbao et sept points sur le troisième, le promu de Séville CF. C'est le sixième titre des « Colchoneros » en championnat.
Le système de promotion/relégation ne change pas : descente et montée automatique pour les trois derniers de division 1 et les trois premiers de division 2, les barrages de promotion sont supprimés. En fin de saison, le Deportivo La Corogne, le Real Majorque et le Pontevedra CF, sont relégués en deuxième division. Ils sont remplacés la saison suivante par le Real Gijón, le CD Málaga et l'Espanyol Barcelone.
Les joueurs espagnols Amancio Amaro, du Real Madrid, Luis Aragonés de l'Atlético Madrid et l'argentin José Eulogio Gárate, lui aussi de l'Atlético Madrid, terminent meilleurs buteurs du championnat avec 16 réalisations.

## Règlement de la compétition
Le championnat de Primera División est organisé par la Fédération espagnole de football, il se déroule du 13 septembre 1969 au 19 avril 1970.
Il se dispute en une poule unique de 16 équipes qui s'affrontent à deux reprises, une fois à domicile et une fois à l'extérieur. L'ordre des matchs est déterminé par un tirage au sort avant le début de la compétition.
Le classement final est établi en fonction des points gagnés par chaque équipe lors de chaque rencontre : deux points pour une victoire, un pour un match nul et aucun en cas de défaite. En cas d'égalité de points entre deux ou plusieurs de clubs en fin de championnat, le classement se fait à la différence de buts. L'équipe possédant le plus de points à la fin de la compétition est proclamée championne. En fin de saison, la Segunda División étant passé à un groupe unique de 20 clubs, les trois derniers du championnat de Primera División sont relégués en Segunda División et remplacés par les trois premiers de ce championnat.

## Équipes participantes
Cette saison de championnat se dispute à 16 équipes.
| \| A. Bilbao Atlético Madrid CF Barcelone Real Madrid Valence CF Real Saragosse Elche CF UD Las Palmas Pontevedra CF CE Sabadell Real Sociedad D. La Corogne Grenade CF Séville CF RCD Majorque Celta Vigo \| Localisation des clubs engagés dans le championnat. |
| A. Bilbao Atlético Madrid CF Barcelone Real Madrid Valence CF Real Saragosse Elche CF UD Las Palmas Pontevedra CF CE Sabadell Real Sociedad D. La Corogne Grenade CF Séville CF RCD Majorque Celta Vigo                                                           |

| Clubs                | Ville                      | Stade                 | Capacité |
| -------------------- | -------------------------- | --------------------- | -------- |
| Atlético Bilbao      | Bilbao                     | San Mamés             | 41 400   |
| Atlético Madrid      | Madrid                     | Manzanares            | 70 000   |
| CF Barcelone         | Barcelone                  | Camp Nou              | 90 138   |
| Celta Vigo           | Vigo                       | Balaidos              | 40 000   |
| Deportivo La Corogne | La Corogne                 | Riazor                | 22 182   |
| Elche CF             | Elche                      | Altabix (es)          | 12 000   |
| Grenade CF           | Grenade                    | Los Cármenes          | 12 700   |
| UD Las Palmas        | Las Palmas de Gran Canaria | Insular               | 20 000   |
| Real Madrid          | Madrid                     | Santiago Bernabéu     | 90 123   |
| RCD Majorque         | Palma de Majorque          | Lluís Sitjar          | 21 200   |
| Pontevedra CF        | Pontevedra                 | Pasarón               | 19 500   |
| CE Sabadell          | Sabadell                   | Nova Creu Alta        | 20 000   |
| Real Saragosse       | Saragosse                  | La Romareda           | 32 416   |
| Séville CF           | Séville                    | Ramón Sánchez-Pizjuán | 46 325   |
| Real Sociedad        | Saint-Sébastien            | Atocha                | 25 443   |
| Valence CF           | Valence                    | Mestalla              | 53 436   |

## Classement
| Rang | Équipe               | Pts | J  | G  | N  | P  | Bp | Bc | Diff |
| ---- | -------------------- | --- | -- | -- | -- | -- | -- | -- | ---- |
| 1    | Atlético Madrid      | 42  | 30 | 18 | 6  | 6  | 53 | 22 | +31  |
| 2    | Atlético Bilbao      | 41  | 30 | 17 | 7  | 6  | 44 | 20 | +24  |
| 3    | Séville CF P         | 35  | 30 | 14 | 7  | 9  | 39 | 32 | +7   |
| 4    | CF Barcelone         | 35  | 30 | 13 | 9  | 8  | 40 | 31 | +9   |
| 5    | Valence CF           | 35  | 30 | 15 | 5  | 10 | 35 | 23 | +12  |
| 6    | Real Madrid T C      | 35  | 30 | 13 | 9  | 8  | 50 | 42 | +8   |
| 7    | Real Sociedad        | 33  | 30 | 15 | 3  | 12 | 47 | 37 | +10  |
| 8    | Real Saragosse       | 33  | 30 | 13 | 7  | 10 | 35 | 39 | -4   |
| 9    | UD Las Palmas        | 27  | 30 | 10 | 7  | 13 | 32 | 40 | -8   |
| 10   | Celta Vigo P         | 27  | 30 | 10 | 7  | 13 | 31 | 39 | -8   |
| 11   | Elche CF             | 26  | 30 | 8  | 10 | 12 | 32 | 44 | -12  |
| 12   | Grenade CF           | 26  | 30 | 8  | 10 | 12 | 20 | 31 | -11  |
| 13   | CE Sabadell          | 25  | 30 | 10 | 5  | 15 | 31 | 37 | -6   |
| 14   | Deportivo La Corogne | 25  | 30 | 8  | 9  | 13 | 25 | 32 | -7   |
| 15   | Real Majorque P      | 22  | 30 | 7  | 8  | 15 | 33 | 52 | -19  |
| 16   | Pontevedra CF        | 13  | 30 | 4  | 5  | 21 | 20 | 46 | -26  |

- Champion, qualification pour la Coupe des clubs champions 1970-1971 en tant que champion
- Qualification pour la Coupe des vainqueurs de coupe de football 1970-1971 en tant que vainqueur de la Coupe d'Espagne
- Qualification pour la Coupe des villes de foires 1970-1971
- Relégation en Segunda División

## Bilan de la saison
| Championnat d'Espagne de football 1969-1970 |                            |
| Champion                                    | Atlético Madrid (6e titre) |
| Dauphin                                     | Atlético Bilbao            |
| Coupes et trophées                          |                            |
| Vainqueur de la Coupe d'Espagne 1969-1970   | Real Madrid                |
| Promotions et relégations                   |                            |
| Promus en Primera División                  | Real Gijón                 |
| Promus en Primera División                  | CD Málaga                  |
| Promus en Primera División                  | Espanyol Barcelone         |
| Relégués en Segunda División                | Deportivo La Corogne       |
| Relégués en Segunda División                | Real Majorque              |
| Relégués en Segunda División                | Pontevedra CF              |